# Timothy M. Giardina

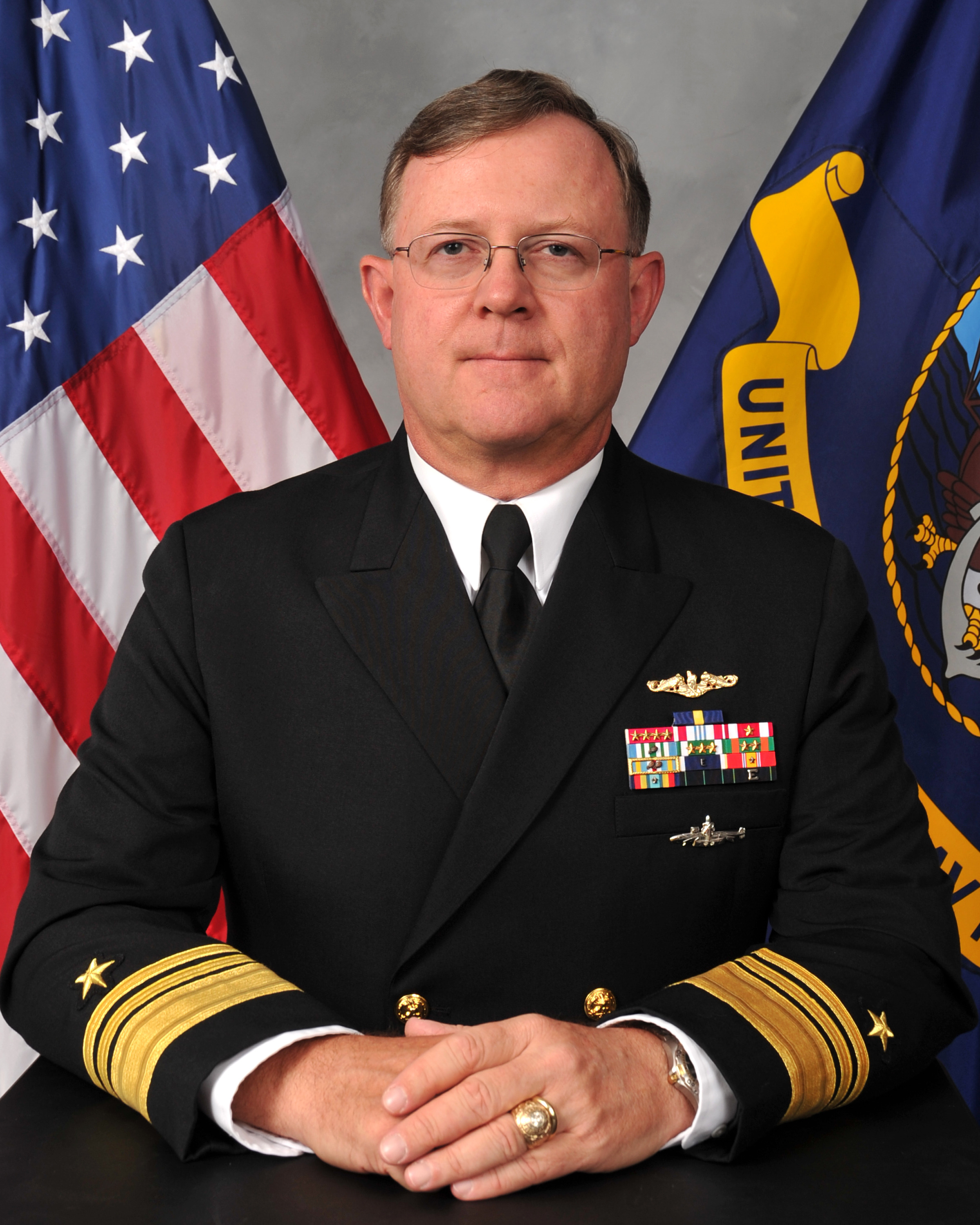
Timothy M. Giardina, 2011

Timothy M. Giardina war ein Offizier der United States Navy.

## Karriere
Timothy „Tim“ Giardina stammt aus Caldwell (Idaho).
1979 schloss Giardina an der US-Navy-Akademie ab. Er hat einen höheren akademischen Grad in Business Administration.
Giardina diente als Offizier in der U-Boot-Waffe. Er diente hierbei auf der USS Hyman G. Rickover und der USS Kentucky. Von Juli 2001 bis Juli 2003 kommandierte er die Submarine Squadron 17 in Washington. Giardina war dann im Stab der Navy bis 2007 tätig. Er war anschließend stellvertretender Stabschef für Bereitschaft und Training beim US-Flottenkommando in Norfolk (Virginia) und dann Stabschef der U.S. 7. Flotte in Yokosuka, Japan. Während dieser letzten Position wurde er zum Flaggoffizier erhoben.
Im Dezember 2011 wurde er zeitweise im Range eines Vizeadmirals stellvertretender Kommandeur des United States Strategic Command, dass für die Atomstreitkräfte der USA zuständig ist. Von diesem Posten wurde er im Oktober 2013 abberufen. Grund war der Verdacht, dass er in einem Kasino in Iowa mit gefälschten Spielchips gespielt haben könnte. Im Juli 2015 trat er in den Ruhestand.